# یادگیری اولویتی
یادگیری اولویتی (Preference learning)، زیر شاخه ای از یادگیری ماشینی است که بر اساس اولویت اطلاعات رده‌بندی می‌شود. در یادگیری نظارت‌شده، یادگیری اولویتی دنباله‌هایی از مجموعه عناوینی است که بر اساس عناوین یا عناوین دیگر اولویت داشته و اولویت همه عناوین را پیش‌بینی می‌کند.
هنگامی که تصویری از یادگیری اولویتی برای بعضی وقت‌ها در زمینه‌های مختلف مانند علم اقتصاد پدیدار می‌شود، نسبتاً موضوعی جدید در زمینه هوش مصنوعی است. چندین کارگاه از دهه گذشته تا زمان حال دارند مورد یادگیری اولویتی بحث می‌کنند.

## وظایف
مهم‌ترین موضوع در یادگیری اولویتی، نگرانی دربارهه مشکلات یادگیری رتبه‌بندی است. با توجه به انواع مختلفی از اولویت اطلاعات دیده شده، وظایف به عنوان سه موضوع اصلی در کتاب یادگیری اولویتی (Preference learning) دسته‌بندی شده‌است.

### رتبه‌بندی عنوان
در رتبه‌بندی عنوان، یک مورد، فضای نمونه {\displaystyle X=\{x_{i}\}\,\!} و چندین دسته از عناوین {\displaystyle Y=\{y_{i}|i=1,2,\cdots ,k\}\,\!}  را دارد. اطلاعات در اولویت به شکل نشان داده می‌شود و نمونه نشان می‌دهد که نسبت به در اولویت است. یک دسته از اطلاعات در اولویت به عنوان داده آموزشی در طرح استفاده می‌شود. وظیفه این طرح رتبه‌بندی بر اساس اولویت عناوین هر نمونه است.
مشاهده شده که بعضی موضوعات طبقه‌بندی شده مرسوم می‌توانند در چارچوب رتبه‌بندی عناوین تعمیم یابند: اگر نمونه {\displaystyle x\,\!} به عنوان گروه {\displaystyle y_{i}\,\!} نشان داده باشد، این موضوع نشان می‌دهد که {\displaystyle \forall j\neq i,y_{i}\succ _{x}y_{j}\,\!} است. در چندین عنوان،{\displaystyle x\,\!} با دسته ای از عناوین {\displaystyle L\subseteq Y\,\!} در ارتباط است و این طرح می‌تواند اطلاعات در اولویت را که به شکل {\displaystyle \{y_{i}\succ _{x}y_{j}|y_{i}\in L,y_{j}\in Y\backslash L\}\,\!} هستند، استخراج کند. دنباله طرح در اولویت برای این اطلاعات در اولویت و نتیجه طبقه‌بندی شده از یک فضا فقط متناظر با بهترین رتبه عناوین هستند.

### رتبه‌بندی یک نمونه
رتبه‌بندی یک نمونه، یک فضای نمونه {\displaystyle X\,\!} و {\displaystyle Y\,\!} را دارد. در این حالت، عناوین به شکل {\displaystyle y_{1}\succ y_{2}\succ \cdots \succ y_{k}\,\!}مرتب شده و هر نمونه {\displaystyle x_{l}\,\!} با {\displaystyle y_{l}\,\!} در ارتباط است. دسته ای از نمونه‌ها که به عنوان داده آموزشی هستند، کارهایشان این است که ترتیب دسته ای از نمونه‌های جدید را بدست آورند.

### رتبه‌بندی یک موضوع
رتبه‌بندی یک موضوع نسبت به رتبه‌بندی یک نمونه شباهت دارد با این تفاوت که هیچ عنوانی با هیچ نمونه ای در ارتباط نیست. دسته ای از اطلاعات اولویتی هستند که به شکل {\displaystyle x_{i}\succ x_{j}\,\!} داده می‌شوند و این طرح از میان نمونه‌ها رتبه‌بندی می‌کند.